# Loup-Garou
Loup-Garou (französisch für Werwolf) in Walibi Belgium (Wavre, Wallonisch-Brabant, Belgien) ist eine Holzachterbahn des Herstellers Vekoma, die am 28. April 2001 eröffnet wurde. Sie ist die zweite Holzachterbahn des Herstellers nach Robin Hood (Walibi Holland), von denen bisher lediglich drei Bahnen hergestellt wurden.
Die 1035 m lange Strecke erreicht eine Höhe von 28 m mit einer 23,5 m langen Abfahrt, auf der die Züge eine Geschwindigkeit von 80 km/h erreichen. Die Züge verfügen über jeweils vier Wagen mit Platz für jeweils sechs Personen (drei Reihen à zwei Personen).